# Hydra (měsíc)
Hydra je nejvzdálenější měsíc trpasličí planety Pluta. Byl objeven spolu s dalším měsícem Pluta Nix v červnu 2005 pomocí Hubbleova teleskopu.
Má orientační nepravidelné rozměry 43 X 33 km a obíhá kolem Pluta ve vzdálenosti asi 64 738 +/- 3 km po téměř kruhové dráze.

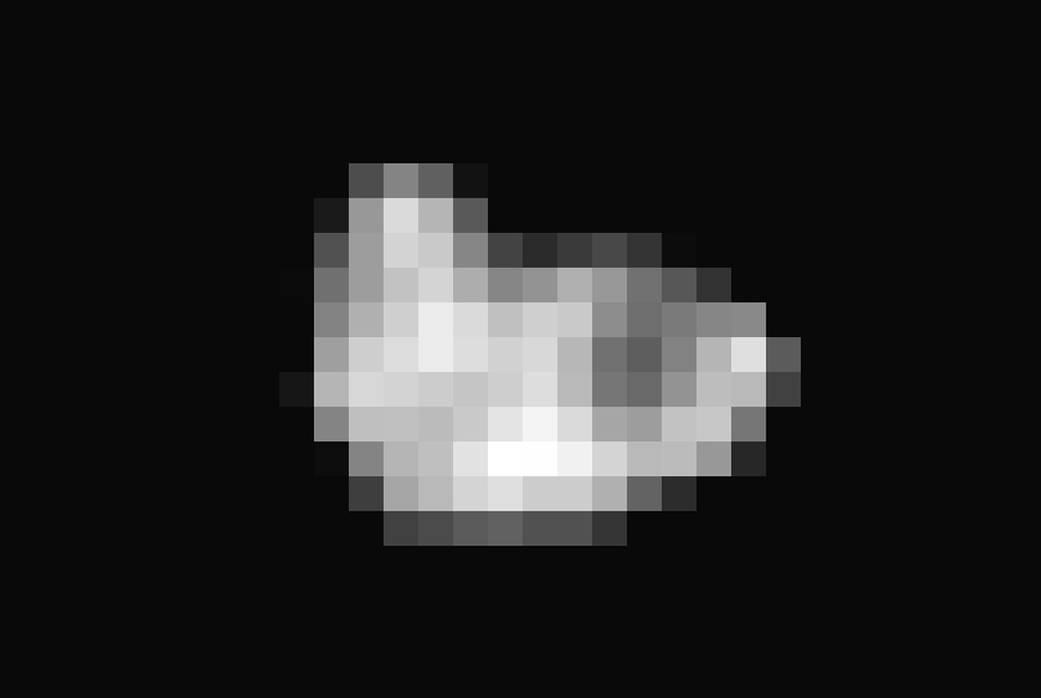
Fotografie měsíce pořízená 13.7.2015 sondou New Horizons

Jméno Hydra dostal měsíc až 21. června 2006. Byl pojmenován po příšeře Hydra z řecké mytologie, která hlídala Hádovo království smrti.

Okolo Pluta a jeho měsíců proletěla v polovině července 2015 sonda New Horizons. Ta pořídila množství vědeckých dat a fotografií, které jsou v současné době stále zpracovávány.

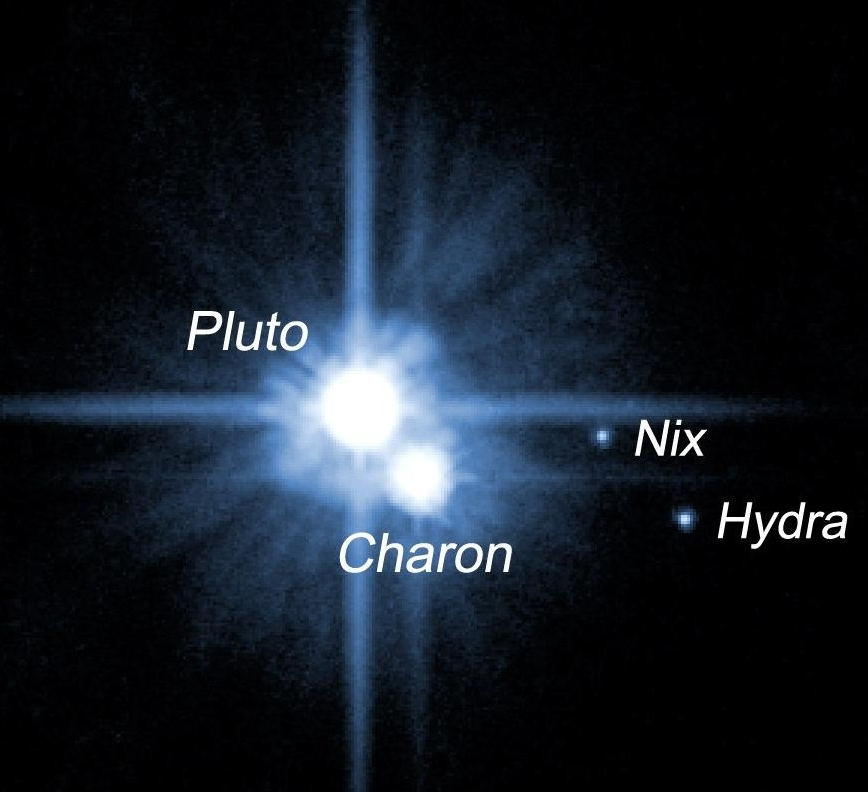
Pluto se svými měsíci